# Ordinary People (John Legend)
Ordinary People è una canzone di John Legend estratta come secondo singolo dall'album del 2004 Get Lifted e vincitrice di un Grammy Award.

## Descrizione
L'unico strumento utilizzato nel brano è un pianoforte, suonato dallo stesso Legend. Il testo del brano racconta degli errori che si commettono in una relazione sentimentale, e degli ostacoli che bisogna superare. La canzone è considerata una delle più rappresentative della discografia di John Legend.
Il singolo è stato certificato disco d'oro dalla RIIA. Di Ordinary People è stata registrata anche una cover dal cantante indonesiano Afgan Syah Reza ed una in lingua spagnola dal titolo Gente Ordinaria, dal cantante Aloe Blacc.
È anche la canzone che si sente in sottofondo nel video di Green Light, sempre di John Legend.

## Video musicale
Il video prodotto per Ordinary People vede Legend suonare il pianoforte in uno spazio completamente bianco, mentre intorno a lui varie coppie o intere famiglie litigano.
Regista del video è il celebre rapper e produttore statunitense Kanye West. Il video è stato trasmesso per la prima volta nella settimana del 14 febbraio 2005.

## Classifiche
| Classifica (2005)                    | Posizione più alta |
| ------------------------------------ | ------------------ |
| U.S. Billboard Hot 100               | 24                 |
| U.S. Billboard Hot R&B/Hip-Hop Songs | 4                  |
| Italia                               | 27                 |
| Regno Unito                          | 30                 |